# Chelidonzuur
Chelidonzuur is een hetrocyclisch organisch dicarbonzuur met een pyraan-structuur als centraal deel.

## Synthese
Chelidonzuur kan in twee stappen bereid worden uit aceton en di-ethyloxalaat:
In het basische milieu wordt het enolaat van aceton gevormd. Dit reageert met een van de estergroepen van een oxalaat, waarbij een ethoxide-ion het molecuul verlaat. De acetonrest enoliseert weer, nu aan de andere kant, en reageert opnieuw met een oxalaat-molecuul.

## Toepassingen
Via thermische decarboxylering kan chelidonzuur omgezet worden in 4-pyron.

## Natuurlijk voorkomen
Chelidonzuur is voor het eerst aangetroffen in extracten van Chelidonium majus. het komt van nature voor in planten van de orde der Asparagales.
Kaliumchelidonaat is verantwoordelijk gebleken voor het reageren op het dag/nacht-ritme van planten, speciaal het sluiten van de bladeren in de avondschemering van Cassia mimosoides kan aan deze stof worden toegeschreven.